# Список видов семейства Hexathelidae
Список всех описанных видов пауков семейства Hexathelidae на 8 декабря 2013 года.

## Atrax
Atrax O. P.-Cambridge, 1877
- Atrax robustus O. P.-Cambridge, 1877 — Новый Южный Уэльс
- Atrax sutherlandi Gray, 2010 — Новый Южный Уэльс, Виктория
- Atrax yorkmainorum Gray, 2010 — Новый Южный Уэльс, Австралийская столичная территория

## Bymainiella
Bymainiella Raven, 1978
- Bymainiella lugubris Raven, 1978 — Новый Южный Уэльс
- Bymainiella monteithi Raven, 1978 — Квинсленд, Новый Южный Уэльс
- Bymainiella polesoni Raven, 1978 — Новый Южный Уэльс
- Bymainiella terraereginae (Raven, 1976) — Квинсленд, Новый Южный Уэльс

## Hadronyche
Hadronyche L. Koch, 1873
- Hadronyche adelaidensis (Gray, 1984) — Южная Австралия
- Hadronyche alpina Gray, 2010 — Новый Южный Уэльс, Австралийская столичная территория
- Hadronyche annachristiae Gray, 2010 — Новый Южный Уэльс
- Hadronyche anzses Raven, 2000 — Квинсленд
- Hadronyche cerberea L. Koch, 1873 — Новый Южный Уэльс
- Hadronyche emmalizae Gray, 2010 — Новый Южный Уэльс
- Hadronyche eyrei (Gray, 1984) — Южная Австралия
- Hadronyche flindersi (Gray, 1984) — Южная Австралия
- Hadronyche formidabilis (Rainbow, 1914) — Квинсленд, Новый Южный Уэльс
- Hadronyche infensa (Hickman, 1964) — Квинсленд, Новый Южный Уэльс
- Hadronyche jensenae Gray, 2010 — Виктория
- Hadronyche kaputarensis Gray, 2010 — Новый Южный Уэльс
- Hadronyche lamingtonensis Gray, 2010 — Квинсленд
- Hadronyche levittgreggae Gray, 2010 — Новый Южный Уэльс
- Hadronyche lynabrae Gray, 2010 — Новый Южный Уэльс
- Hadronyche macquariensis Gray, 2010 — Новый Южный Уэльс
- Hadronyche marracoonda Gray, 2010 — Новый Южный Уэльс, Австралийская столичная территория
- Hadronyche mascordi Gray, 2010 — Новый Южный Уэльс
- Hadronyche meridiana Hogg, 1902 — Новый Южный Уэльс, Виктория
- Hadronyche modesta (Simon, 1891) — Виктория
- Hadronyche monaro Gray, 2010 — Новый Южный Уэльс
- Hadronyche monteithae Gray, 2010 — Квинсленд
- Hadronyche nimoola Gray, 2010 — Новый Южный Уэльс, Австралийская столичная территория
- Hadronyche orana Gray, 2010 — Новый Южный Уэльс
- Hadronyche pulvinator (Hickman, 1927) — Тасмания
- Hadronyche raveni Gray, 2010 — Квинсленд
- Hadronyche tambo Gray, 2010 — Виктория
- Hadronyche valida (Rainbow & Pulleine, 1918) — Квинсленд, Новый Южный Уэльс
- Hadronyche venenata (Hickman, 1927) — Тасмания
- Hadronyche versuta (Rainbow, 1914) — Новый Южный Уэльс
- Hadronyche walkeri Gray, 2010 — Новый Южный Уэльс

## Hexathele
Hexathele Ausserer, 1871
- Hexathele cantuaria Forster, 1968 — Новая Зеландия
- Hexathele cavernicola Forster, 1968 — Новая Зеландия
- Hexathele exemplar Parrott, 1960 — Новая Зеландия
- Hexathele hochstetteri Ausserer, 1871 — Новая Зеландия
- Hexathele huka Forster, 1968 — Новая Зеландия
- Hexathele huttoni Hogg, 1908 — Новая Зеландия
- Hexathele kohua Forster, 1968 — Новая Зеландия
- Hexathele maitaia Forster, 1968 — Новая Зеландия
- Hexathele nigra Forster, 1968 — Новая Зеландия
- Hexathele otira Forster, 1968 — Новая Зеландия
- Hexathele para Forster, 1968 — Новая Зеландия
- Hexathele petriei Goyen, 1887 — Новая Зеландия
- Hexathele pukea Forster, 1968 — Новая Зеландия
- Hexathele putuna Forster, 1968 — Новая Зеландия
- Hexathele ramsayi Forster, 1968 — Новая Зеландия
- Hexathele rupicola Forster, 1968 — Новая Зеландия
- Hexathele taumara Forster, 1968 — Новая Зеландия
- Hexathele waipa Forster, 1968 — Новая Зеландия
- Hexathele waita Forster, 1968 — Новая Зеландия
- Hexathele wiltoni Forster, 1968 — Новая Зеландия

## Illawarra
Illawarra Gray, 2010
- Illawarra wisharti Gray, 2010 — Новый Южный Уэльс

## Macrothele
Macrothele Ausserer, 1871
- Macrothele abrupta Benoit, 1965 — Конго
- Macrothele amamiensis Shimojana & Haupt, 1998 — Острова Рюкю (Япония)
- Macrothele bannaensis Xu & Yin, 2001 — Китай, Лаос
- Macrothele calpeiana (Walckenaer, 1805) — Испания, Италия, Северная Африка
- Macrothele camerunensis Simon, 1903 — Камерун, Экваториальная Гвинея
- Macrothele cretica Kulczynski, 1903 — Крит
- Macrothele decemnotata Simon, 1909 — Вьетнам
- Macrothele gigas Shimojana & Haupt, 1998 — Острова Рюкю (Япония), Тайвань
- Macrothele guizhouensis Hu & Li, 1986 — Китай
- Macrothele holsti Pocock, 1901 — Тайвань
- Macrothele hunanica Zhu & Song, 2000 — Китай
- Macrothele incisa Benoit, 1965 — Конго
- Macrothele maculata (Thorell, 1890) — Мьянма, Суматра, Ява
  - Macrothele maculata annamensis Hogg, 1922 — Вьетнам
- Macrothele menglunensis Li & Zha, 2013 — Китай
- Macrothele monocirculata Xu & Yin, 2000 — Китай
- Macrothele palpator Pocock, 1901 — Китай, Гонконг
- Macrothele proserpina Simon, 1909 — Вьетнам
- Macrothele raveni Zhu, Li & Song, 2000 — Китай
- Macrothele segmentata Simon, 1892 — Малайзия
- Macrothele simplicata (Saito, 1933) — Тайвань
- Macrothele Тайваньensis Shimojana & Haupt, 1998 — Тайвань
- Macrothele triangularis Benoit, 1965 — Конго
- Macrothele variabiis Pavesi, 1898 — Ява
- Macrothele vidua Simon, 1906 — Индия
- Macrothele yaginumai Shimojana & Haupt, 1998 — Острова Рюкю (Япония)
- Macrothele yani Xu, Yin & Griswold, 2002 — Китай
- Macrothele yunnanica Zhu & Song, 2000 — Китай

## Mediothele
Mediothele Raven & Platnick, 1978
- Mediothele anae Rios & Goloboff, 2012 — Чили
- Mediothele australis Raven & Platnick, 1978 — Чили
- Mediothele lagos Rios & Goloboff, 2012 — Чили
- Mediothele linares Rios & Goloboff, 2012 — Чили
- Mediothele minima Rios & Goloboff, 2012 — Чили
- Mediothele nahuelbuta Rios & Goloboff, 2012 — Чили

## Paraembolides
Paraembolides Raven, 1980
- Paraembolides boycei (Raven, 1978) — Квинсленд
- Paraembolides boydi (Raven, 1978) — Новый Южный Уэльс
- Paraembolides brindabella (Raven, 1978) — Новый Южный Уэльс, Австралийская столичная территория
- Paraembolides cannoni (Raven, 1978) — Квинсленд
- Paraembolides grayi (Raven, 1978) — Новый Южный Уэльс
- Paraembolides montisbossi (Raven, 1978) — Новый Южный Уэльс
- Paraembolides tubrabucca (Raven, 1978) — Новый Южный Уэльс
- Paraembolides variabilis (Raven, 1978) — Новый Южный Уэльс

## Plesiothele
Plesiothele Raven, 1978
- Plesiothele fentoni (Hickman, 1936) — Тасмания

## Porrhothele
Porrhothele Simon, 1892
- Porrhothele antipodiana (Walckenaer, 1837) — Новая Зеландия
- Porrhothele blanda Forster, 1968 — Новая Зеландия
- Porrhothele moana Forster, 1968 — Новая Зеландия
- Porrhothele modesta Forster, 1968 — Новая Зеландия
- Porrhothele quadrigyna Forster, 1968 — Новая Зеландия

## Scotinoecus
Scotinoecus Simon, 1892
- Scotinoecus cinereopilosus (Simon, 1889) — Чили
- Scotinoecus fasciatus Tullgren, 1901 — Чили, Аргентина
- Scotinoecus major Rios & Goloboff, 2012 — Чили
- Scotinoecus ruiles Rios & Goloboff, 2012 — Чили

## Teranodes
Teranodes Raven, 1985
- Teranodes montanus (Hickman, 1927) — Тасмания, Виктория
- Teranodes otwayensis (Raven, 1978) — Виктория